# Тюбинген (административный округ)
Тюбинген (нем. Tübingen) — один из четырёх административных округов (нем. Regierungsbezirk) земли Баден-Вюртемберга в Германии.
Занимает юго-восточную часть Баден-Вюртемберга. Центр находится в городе Тюбинген.

## История
До 31 декабря 1972 года округ назывался правительственным округом Южный Вюртемберг-Гогенцоллерн. С 1 января 1973 года в соответствии с административной и территориальной реформой в ФРГ произошло его расширение и ему изменили название на современное. До 1952 года данные территории относились к Французской оккупационной зоне.

## Состав
Административный округ включает три региона, состоящих из 8 районов и одного города:
- регион Неккар-Альб
  - район Ройтлинген (RT)
  - район Тюбинген (TÜ)
  - район Цоллернальб (BL)
- регион Бодензе-Верхняя Швабия
  - район Равенсбург (RV)
  - район Зигмаринген (SIG)
  - район Бодензе (FN)
- регион Дунай-Иллер
  - город Ульм (UL)
  - район Альб-Дунай (UL)
  - район Биберах (BC)

## Население
| Число месяц года | Численность населения |
| ---------------- | --------------------- |
| 31 декабря 1973  | 1.482.535             |
| 31 декабря 1975  | 1.476.938             |
| 31 декабря 1980  | 1.511.453             |
| 31 декабря 1985  | 1.523.790             |
| 27 мая 1987 ¹    | 1.530.045             |
| 31 декабря 1990  | 1.628.608             |

| Число месяц года      | Численность населения |
| --------------------- | --------------------- |
| 31 декабря 1995       | 1.725.584             |
| 31 декабря 2000       | 1.767.013             |
| 31 декабря 2005       | 1.805.146             |
| 30 сентября 2010      | 1.809.661             |
| 9 мая 2011 (перепись) | 1.762.539             |
| 31 декабря 2015       | 1.823.573             |